# Antoine Duléry

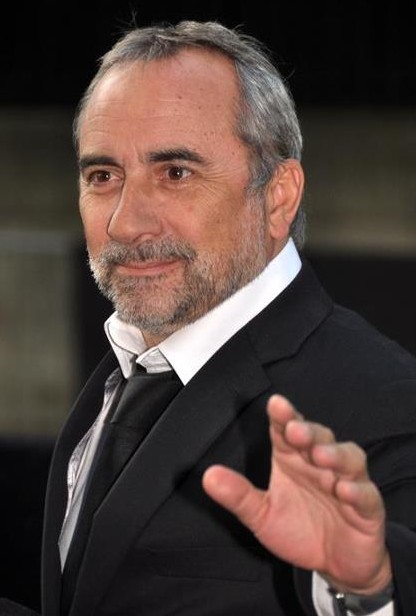
Antoine Duléry (2012)

Antoine Duléry (* 14. November 1959 in Paris, Frankreich) ist ein französischer Schauspieler. 

## Biografie
Antoine Duléry ist der Enkel des Schauspielers Albert Duléry und der Sohn des Regisseurs und Malers Jacques Duléry. Bis zu seinem 15. Lebensjahr beschäftigte er sich selbst noch mit der Malerei, bevor er zur Schauspielerei kam. 1980 beendete er sein Studium an der renommierten Pariser Schauspielschule Cours Florent und spielte daraufhin Theater. Sein Leinwanddebüt gab er in der 1981 erschienenen und von Pascal Thomas inszenierten Komödie Celles qu'on n'a pas eues an der Seite von Michel Aumont und Jean-Pierre Darroussin.
Nach seiner Scheidung 1994 von seiner ersten Ehefrau, einer Stylistin, hatte er kurzzeitig eine Affäre mit der Schauspielerin Mathilde Seigner. Anschließend heiratete er die Schauspielerin Pascale Pouzadoux, mit der er seitdem zwei gemeinsame Kinder hat.

## Filmografie (Auswahl)
- 1981: Celles qu’on n’a pas eues
- 1984: Stress
- 1992: Eine unfaßbare Odyssee (Odyssée bidon)
- 1993: Alles für die Liebe (Tout ça… pour ça!)
- 1993: Rapider Aufstieg (Ascension Express)
- 1993: Doppelte Tarnung (Profil bas)
- 1993: Kommissar Navarro (Navarro, Fernsehserie, 1 Folge)
- 1994: Die Rache der Blonden (La vengeance d’une blonde)
- 1995: Lumière et Compagnie
- 1995: Les Misérables
- 1996: Männer und Frauen – Eine Gebrauchsanweisung (Hommes, femmes, mode d’emploi)
- 1999: Eine andere Welt (Du bleu jusqu’en Amérique)
- 2001: Grégoire Moulin gegen den Rest der Welt (Grégoire Moulin contre l’humanité)
- 2004: Eine französische Hochzeit (Mariages!)
- 2004: Kommissar Moulin (Commissaire Moulin, Fernsehreihe, eine Folge)
- 2005: Cool Waves – Brice de Nice (Brice de Nice)
- 2006: Agatha Christie: Einladung zum Mord (Petits meurtres en famille)
- 2006: Camping
- 2008: Auf der anderen Seite des Bettes (De l’autre côté du lit)
- 2008: Ein Mann und sein Hund (Un homme et son chien)
- 2008: Vampire Party – Freiblut für alle! (Les dents de la nuit)
- 2009–2012: Agatha Christie: Mörderische Spiele (Les petits meurtres d’Agatha Christie,  Fernsehserie, 11 Folgen)
- 2010: Camping 2
- 2011: La croisière
- 2011: Des vents contraires
- 2012: Sea, No Sex & Sun
- 2013: Le renard jaune
- 2014: Salaud, on t’aime
- 2015: La dernière leçon
- 2016: Camping 3
- 2016: Bienvenue au Gondwana
- 2017: Chacun sa vie
- 2018: Vorhang auf für Cyrano (Edmond)
- 2022: Der Geschmack der kleinen Dinge (Umami)